# Brendan Carr
Brendan Thomas Carr, né le 5 janvier 1979 à Washington, est un avocat américain, membre de la Commission fédérale des communications (FCC) des États-Unis depuis 2017. Nommé à ce poste par le président Donald Trump, Brendan Carr a auparavant exercé les fonctions de conseiller juridique de l'agence et a été assistant du président de la FCC Ajit Pai. Dans le secteur privé, il a travaillé comme avocat spécialisé en télécommunications chez Wiley Rein.
Il soutient des modifications à la Section 230 du Communications Decency Act et s'oppose aux protections de la neutralité du net,. Il est également connu pour son soutien à l'interdiction de TikTok pour des raisons de sécurité nationale,. Au sein de la FCC, Brendan Carr se distingue par sa prise de position publique inhabituelle pour un régulateur, accusant le président de la Commission du renseignement de la Chambre, Adam Schiff, de diriger une « machine de surveillance secrète et partisane ».
En novembre 2024, le président élu Donald Trump choisit Brendan Carr pour diriger la FCC au sein de sa seconde administration,.

## Jeunesse et formation
Brendan Carr est né le 5 janvier 1979 à Washington. Il obtient un Bachelor of Arts en gouvernement à l'université de Georgetown en 2001. Par la suite, il fréquente l'université catholique d'Amérique au Columbus School of Law, où il est rédacteur. Il obtient son diplôme de Juris Doctor magna cum laude en 2005.

## Carrière juridique
De 2005 à 2007, il est associé dans un cabinet privé au sein du cabinet d'avocats Wiley Rein, où il se spécialise dans les affaires d'appel et de télécommunications. Il est assistant juridique pour le juge Dennis Shedd à la Cour d'appel des États-Unis pour le quatrième circuit de 2007 à 2008, avant de réintégrer Wiley Rein.

## Membre de la Commission fédérale des communications (FCC)
Le président Donald Trump nomme Brendan Carr en tant que commissaire de la Commission fédérale des communications (FCC) en juin 2017 ; il est confirmé par le Sénat des États-Unis en août 2017. Brendan Carr est renommé pour un mandat complet de cinq ans par le président Trump en 2018 et confirmé par le Congrès par un vote à main levée le 2 janvier 2019. Son mandat initial courait du 1er juillet 2018 au 30 juin 2023. En mai 2023, le président Joe Biden renomme Brendan Carr pour un nouveau mandat expirant le 30 juin 2028 ; il est confirmé par le Sénat le 30 septembre 2023.

### Mandat

#### Administration Trump
En tant que membre de la FCC, Brendan Carr se distingue par ses prises de positions inhabituelles sur des questions de politique publique pour un régulateur. Pendant son mandat, il accuse le président de la Commission du renseignement de la Chambre, Adam Schiff, de diriger une « machine de surveillance secrète et partisane ». Il affirme également en 2020 que l'Organisation mondiale de la santé s'est « ridiculisée » dans sa gestion de la pandémie de Covid-19.
À l'approche de l'élection présidentielle américaine de 2020, Brendan Carr accuse publiquement les plateformes de réseaux sociaux de biais contre la campagne de réélection de Donald Trump. Lors d'une interview en direct dans l'émission Lou Dobbs Tonight sur Fox News, Brendan Carr déclare que « depuis l'élection de 2016, l'extrême gauche a sauté de canular en canular pour expliquer comment elle a perdu face au président Trump dans les urnes ».
En 2020, des observateurs tels que Doug Brake de la Information Technology and Innovation Foundation (ITIF) et Chris Lewis de Public Knowledge émettent l'hypothèse que Brendan Carr serait un candidat de premier plan pour présider la FCC en cas de second mandat de Trump.

#### Administration Biden
En 2021, Brendan Carr critique la proposition de l'administration Joe Biden de déployer 100 milliards de dollars pour le développement de l'Internet haut débit dans le cadre du plan initial American Jobs Plan. En mai 2022, il demande la dissolution du Disinformation Governance Board, un conseil consultatif au sein du département de la Sécurité intérieure des États-Unis, le qualifiant d'instance « orwellienne ».
En novembre 2022, Brendan Carr se rend à Taipei (Taïwan), afin d'assister à des réunions sur la cybersécurité et les télécommunications, devenant ainsi le premier membre de l'agence à visiter l'île en tant que représentant officiel. En 2023, il critique le programme de financement du National Telecommunications and Information Administration (NTIA) pour le haut débit, l'accusant de donner une préférence excessive à la fibre optique.